# Ярва, Андре
Андре Ярва (эст. Andre Järva; 21 ноября 1996, Таллин) — эстонский футболист, нападающий.

## Биография
Воспитанник таллинского клуба «Реал», на юношеском уровне также выступал за «Нымме Калью» и за итальянскую «Академию Итарм». Во взрослом футболе дебютировал в 15-летнем возрасте в клубе первой лиги Эстонии «Пума» (Таллин). Во второй половине 2013 года выступал в третьем дивизионе за таллинский «Арарат» и вошёл в пятёрку лучших бомбардиров, забив 16 голов за полсезона.
В 2014 году перешёл в «Нымме Калью». Дебютный матч в высшем дивизионе сыграл 1 марта 2014 года против «Инфонета», заменив на 90-й минуте Тармо Неэмело, однако он не имел право выйти на поле из-за дисквалификации, поэтому результат матча был аннулирован. В первом сезоне игрок больше не выходил на поле за основную команду. В 2015—2016 годах играл более часто, но как правило выходил на замены. 26 мая 2015 года забил свой первый гол в высшей лиге в ворота «Пярну ЛМ». Со своим клубом стал обладателем Кубка Эстонии сезона 2014/15 и двукратным бронзовым призёром чемпионата (2015, 2016). В 2016 году сыграл один матч в Лиге Европы.
В первой половине 2017 года играл за «Пайде ЛМ» в высшей лиге. Летом 2017 года перешёл в «Калев» (Таллин) из первой лиги, где за половину сезона забил 21 гол и занял третье место среди бомбардиров и стал вторым призёром турнира, на следующий год вместе с «Калевом» играл в высшей лиге. В первой половине 2019 года снова выступал за «Пайде», затем приостановил профессиональную карьеру.
В 2020 году присоединился к клубу четвёртого дивизиона «Харью» (Лаагри), в течение трёх следующих сезонов подряд клуб повышался в классе. В 2020 году «Харью» занял второе место в зональном турнире второй лиги, а Ярва стал третьим бомбардиром турнира (34 гола), в 2021 году клуб стал вторым в Эсилиге Б, Ярва с 27 голами стал вторым бомбардиром. В 2022 году клуб одержал победу в первой лиге, а Ярва стал вторым снайпером турнира (20 голов). По состоянию на 2022 год — капитан команды. В сезоне 2023 года в высшем дивизионе сыграл 34 матча и забил 2 гола, а его клуб финишировал последним.
В 2024 году перешёл в клуб четвёртого дивизиона «Сауэ».
Всего в высшем дивизионе Эстонии сыграл 128 матчей и забил 15 голов (по состоянию на конец сезона 2023 года).
Выступал за сборные Эстонии младших возрастов, провёл более 30 матчей. Участник мемориала Гранаткина 2014 года (5 матчей и 3 гола), Кубка Содружества 2016 года (3 матча и 2 гола).

## Достижения
- Бронзовый призёр чемпионата Эстонии: 2015, 2016
- Обладатель Кубка Эстонии: 2014/15